# 1479 az irodalomban
Az 1479. év az irodalomban.

## Halálozások
- 1479 – Jorge Manrique spanyol költő (* 1440 körül)